# Lijst van VOC-opperhoofden in Arakan
De Vereenigde Oostindische Compagnie had in de zeventiende eeuw een handelspost in de stad Mrohaung (nu Mrauk U geheten), de hoofdstad van het toenmalige koninkrijk Arakan. Aan het hoofd van de post stond een opperhoofd. 
Hieronder een lijst van deze opperhoofden:
| jaren             | opperhoofd                           |
| ----------------- | ------------------------------------ |
| 1608              | Pieter Willemsz. Elbing              |
| 1610-1614         | Jacob Dirksz. Kortenhoef             |
| 1612-1614         | Jan Claes Lobbessen                  |
| 9 juni 1614-1617  | Andries Criek                        |
| 20 juni 1615-1617 | Jan Gaeff                            |
| 1616-1617         | Jan Thijsz. Ens                      |
| 1617-1619         | Andriaan Van der Meer                |
| 1619-1620         | Pieter Reijersz. Croock              |
| 1620-1623         | factorij gesloten                    |
| 1623              | Hendrick Lambrechts                  |
| 1624-1625         | Dirck van Haps en Paulus Cramerheijn |
| 1625              | Jan van der Burgh                    |
| oktober 1625      | Jan Pepper en Aldertsz               |
| 1626-1631         | Cornelis van Houten en Elbert Franck |
| 1628-1629         | Marines Lowijssen                    |
| 1635-1639         | Adam van der Mandere                 |
| 1639-1647         | Arent van der Helm                   |
| 1647-1653         | factorij gesloten                    |
| 1653              | Johan Goessens                       |
| 1653-1655         | David Verdonck                       |
| 1653-1663         | Gerrit van Voorburgh                 |
| 1655-1658         | Hendrick de Dieu                     |
| 1663-1665         | Daniel Six                           |
| 1678              | Jacob van der Plancken               |
| 1678-1679         | Balthasar Hinlopen                   |
| 1679              | Thomas Stael                         |
| 1679-1680         | Anthonij Cramer                      |
| 1680-1683         | Dirck Vonk                           |